# Benetton
|  | Aquest article tracta sobre l'empresa tèxtil Benetton. Vegeu-ne altres significats a «Benetton Formula». |

Benetton Group S.p.A. (BIT BEN) és una marca de roba, fundada a Venècia (Itàlia). El nom es deu al cognom familiar dels fundadors de l'empresa. L'empresa Benetton es va fundar el 1965. Cotitza en la Borsa d'Itàlia, la Borsa de Fráncfort i el New York Stock Exchange.
La història va començar en el 1955 quan Luciano Benetton, el major dels quatre fills, tenia només 20 anys i treballava com a venedor a Treviso. Es va adonar que la gent volia colors en les seves vides i especialment a la seva roba. Va vendre una bicicleta d'un germà menor per poder comprar la primera teixidora de segona mà, i va començar a comercialitzar una petita col·lecció de suèters a les botigues. La reacció positiva als seus dissenys va ser només el principi d'un sòlid començament. Poc després, els va demanar a la seva germana i els seus dos germans menors, que s'unissin al negoci.
En el 1965, els Benetton van obrir la seva primera botiga a Belluno i l'any següent a París, amb Luciano com a president, el seu germà Giberto a càrrega de l'administració, el seu germà menor Carlo de la producció, i Giuliana com a dissenyadora cap.
Els seus productes inclouen roba per a dones, homes, nens i roba interior. Recentment es van expandir al negoci dels perfums i articles de neteja personal, rellotges exclusius i articles per a la llar, com a accessoris de cuina i productes per a bebès.
L'estratègia de publicitat de la marca és un referent en el sector. Ja als anys 90 el fotògraf i publicista Oliverio Toscani va crear el lema United Colors of Benetton, que defensava la multiculturalitat.